# Doble Calingasta
La Doble Calingasta est une course cycliste par étapes argentine disputée autour de Calingasta, dans la province de San Juan. Créée en 1941, cette épreuve fait partie du calendrier national argentin. Elle est organisée par le Club Juan Bautista del Bono,. 
Darío Díaz y détient le record de victoires au classement général avec six succès obtenus entre 2004 et 2011.

## Palmarès
| Année     | Vainqueur             | Deuxième         | Troisième         |  |
| --------- | --------------------- | ---------------- | ----------------- |  |
| 1941      | Hugo Blanco           |                  |                   |  |
| 1942-1947 | Pas organisé          |                  |                   |  |
| 1948      | Salvador Murcia       |                  |                   |  |
| 1949      | Salvador Ortega       |                  |                   |  |
| 1950      | Hugo Blanco           |                  |                   |  |
| 1951      | Pedro Salas (en)      |                  |                   |  |
| 1952      | Pedro Salas (en)      |                  |                   |  |
| 1953      | Pedro Salas (en)      |                  |                   |  |
| 1954      | Pedro Salas (en)      |                  |                   |  |
| 1955-1958 | Pas organisé          |                  |                   |  |
| 1959      | Cornelio Tapia        |                  |                   |  |
| 1960      | Duilio Biganzoli (de) |                  |                   |  |
| 1961      | Hipólito Castillo     |                  |                   |  |
| 1962      | Vicente Chancay       |                  |                   |  |
| 1963      | Ernesto Contreras     |                  |                   |  |
| 1964      | Héctor Segovia        |                  |                   |  |
| 1965      | Héctor Segovia        |                  |                   |  |
| 1966      | Arturo Bustos         |                  |                   |  |
| 1967      | Antonio Matesevach    |                  |                   |  |
| 1968      | Óscar Luna            |                  |                   |  |
| 1969      | Carlos Escudero       |                  |                   |  |
| 1970      | Ismael Morán          |                  |                   |  |
| 1971      | Manuel Guerrero       |                  |                   |  |
| 1972      | Marcelo Frias         |                  |                   |  |
| 1973      | Marcelo Frias         |                  |                   |  |
| 1974      | Marcelo Chancay       |                  |                   |  |
| 1975      | Antonio Matesevach    |                  |                   |  |
| 1976      | Antonio Matesevach    |                  |                   |  |
| 1977      | Juan José Gómez       |                  |                   |  |
| 1978      | Juan Jácamo           |                  |                   |  |
| 1979      | Manuel Recabarren     |                  |                   |  |
| 1980      | Héctor Páez           |                  |                   |  |
| 1981      | A. De Los Santos      |                  |                   |  |
| 1982      | Juan José Gómez       |                  |                   |  |
| 1983      | Sixto Nievas          |                  |                   |  |
| 1984      | Ernesto Fernández     |                  |                   |  |
| 1985      | Eduardo Chirino       |                  |                   |  |
| 1986      | Luis Manzano          |                  |                   |  |
| 1987      | Daniel Castro         |                  |                   |  |
| 1988      | Omar Contreras        |                  |                   |  |
| 1989      | Daniel Castro         |                  |                   |  |
| 1990      | Alberto Bravo         |                  |                   |  |
| 1991      | Alberto Bravo         |                  |                   |  |
| 1992      | Alberto Bravo         |                  |                   |  |
| 1993      | Juan M. Díaz          |                  |                   |  |
| 1994      | Alberto Bravo         |                  |                   |  |
| 1995      | Carlos Escudero       |                  |                   |  |
| 1996      | Juan Agüero           |                  |                   |  |
| 1997      | Lisandro Cruel        |                  |                   |  |
| 1998      | Lisandro Cruel        |                  |                   |  |
| 1999      | Oscar Villalobo       |                  |                   |  |
| 2000      | Lisandro Cruel        |                  |                   |  |
| 2001      | Oscar Villalobo       |                  |                   |  |
| 2002      | Javier Páez           |                  |                   |  |
| 2003      | Javier Páez           | Oscar Villalobo  | Ariel Mengual     |  |
| 2004      | Darío Díaz            |                  |                   |  |
| 2005      | Darío Díaz            | Eduardo Vila     | Marcelo Guillotti |  |
| 2006      | Darío Díaz            |                  |                   |  |
| 2007      | Darío Díaz            |                  |                   |  |
| 2008      | Darío Díaz            | Ricardo Escuela  | Oscar Villalobo   |  |
| 2009      | Claudio Flores        | José Luis Font   | Sergio Montivero  |  |
| 2010      | Juan Pablo Dotti      | Gustavo Toledo   | Luciano Montivero |  |
| 2011      | Darío Díaz            | Oscar Villalobo  | Javier Salas      |  |
| 2012      | Ricardo Escuela       | Emanuel Saldaño  | Luciano Montivero |  |
| 2013      | Daniel Juárez         | Laureano Rosas   | Gustavo López     |  |
| 2014      | Luciano Montivero     | Ricardo Escuela  | Roberto Richeze   |  |
| 2015      | Gerardo Tivani        | Franco López     | Emiliano Ibarra   |  |
| 2016      | Adrián Richeze        | Gonzalo Najar    | Gerardo Tivani    |  |
| 2017      | Pas organisé          |                  |                   |  |
| 2018      | Laureano Rosas        | Juan Pablo Dotti | Daniel Díaz       |  |
| 2019-2020 | Pas organisé          |                  |                   |  |
| 2021      | Ricardo Escuela       | Nicolás Tivani   | Leandro Messineo  |  |
| 2022      | Juan Pablo Dotti      | Mauro Richeze    | Gerardo Tivani    |  |